# Vasile Rus-Batin

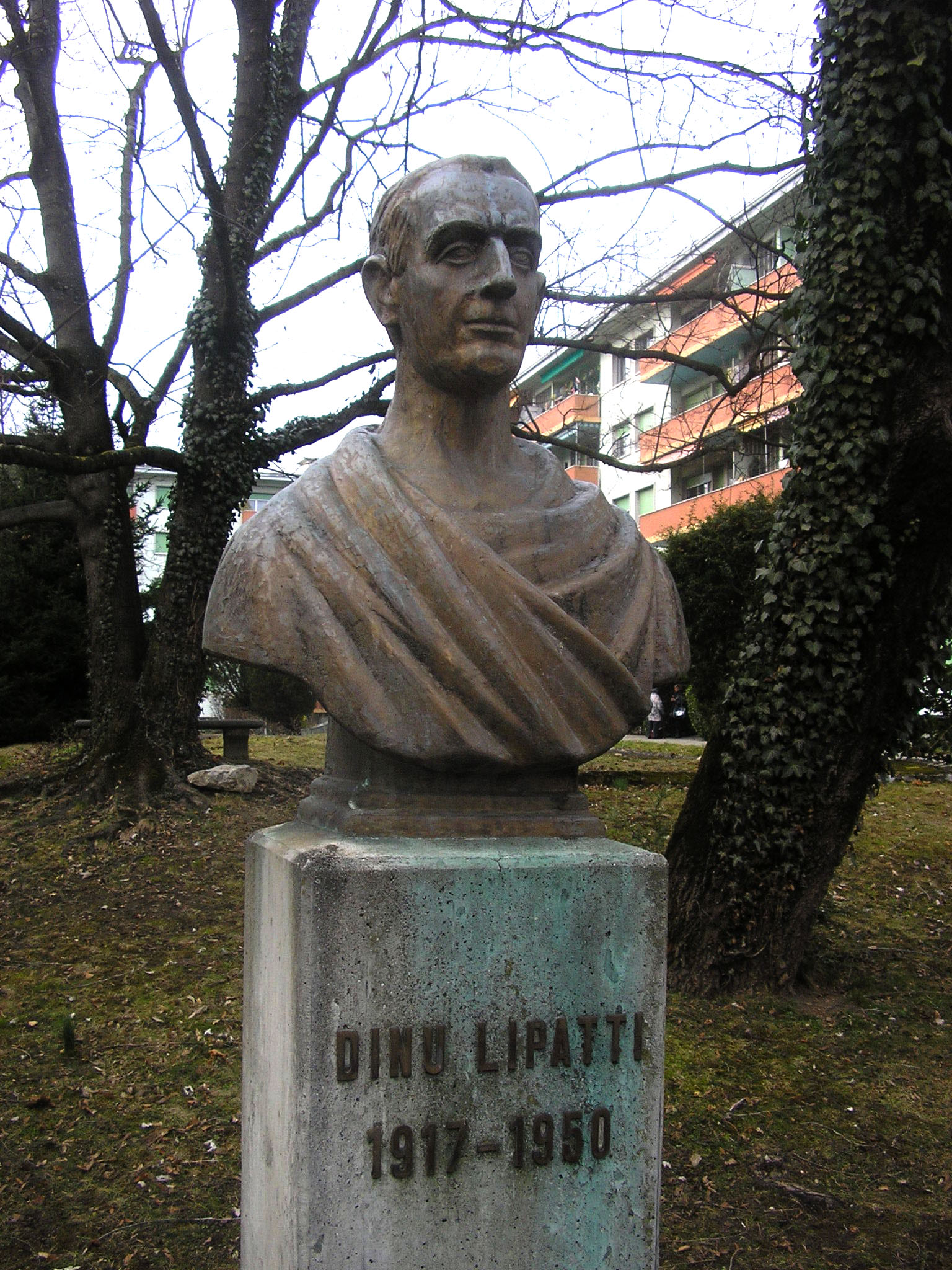
Bustul lui Dinu Lipatti din parcul care-i poartă numele în localitatea Chêne-Bourg de lângă Geneva. Bustul este opera din anul 1983 a sculptorului român clujean Vasile Rus-Batin.

Vasile Rus-Batin (n. 25 octombrie 1934, Batin, județul Cluj – d. 31 decembrie 2000) a fost un sculptor român. Vasile Rus și-a adăugat numele Batin după numele satului natal. Este fratele sculptoriței Ana Rus.
A urmat Institutul de Arte Plastice „Ion Andreescu” din Cluj, pe care l-a absolvit în 1966, avându-i ca  profesori pe Kós András, Virgil Fulicea și Jenö Szervátius.
Artistul Vasile Rus Batin a fost cunoscut în primul rând prin creația sa în domeniul artei de for public: statuară și relief monumental, realizate din piatră, bronz, lemn și marmură.
În perioada 1967–1994 a lucrat la Opera Română din Cluj, ca sculptor scenograf.

## Lucrări de sculptură

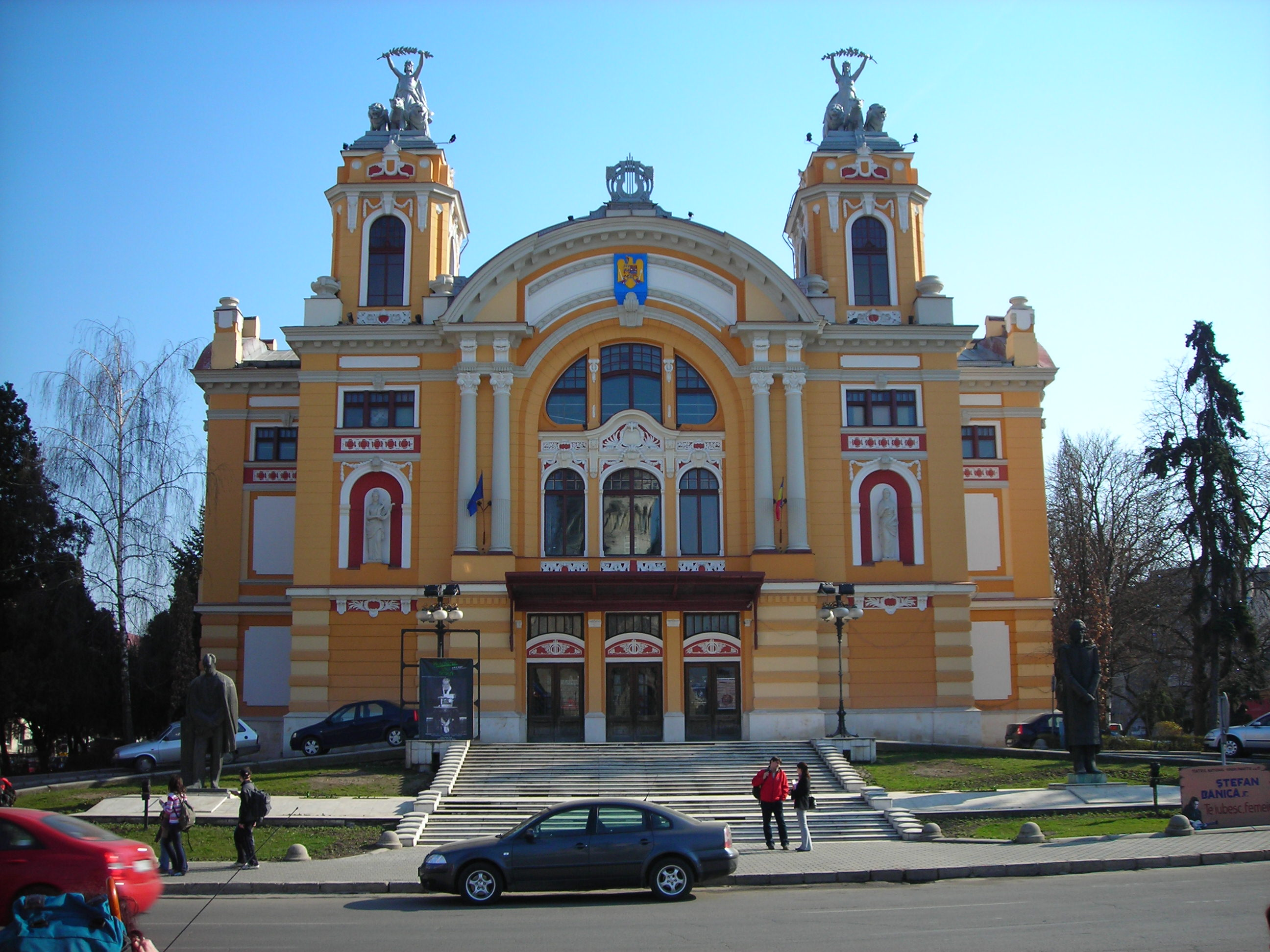
Opera Română din Cluj
În nișele de pe fațada clădirii au fost amplasate în 1990 statuile „Thalia” și „Eutherpe”, dăltuite de Vasile Rus-Batin

Vasile Rus-Batin a creat numeroase lucrări monumentale care împodobesc piețe, parcuri și instituții din țară și străinătate:
- Busturile lui Ștefan Micle și Ștefan cel Mare, la Feleacu;
- “Cărturarul” la Mănăstirea Rohia;
- “Legenda lui Gelu” sau “Columna”;
- Bustul lui Mihai Eminescu (Germania),
- Bustul lui Dinu Lipatti (Elveția),
- Bustul lui George Enescu,
- Bustul lui Tiberiu Brediceanu,
- Bustul lui Nicolae Iorga,
- Bustul lui Octavian Goga,
- Bustul lui Hadrian Daicoviciu (Cluj-Napoca),
- Bustul lui Guilelm Șorban (1872-1923 este amplasată în parcul orașului Dej și a fost dezvelită la 26 iunie 1971),
- Bustul lui Grigore Silași (Beclean)
- Bustul lui Ștefan cel Mare (Vad)
- Monumentul Lira - a fost lucrat de către sculptorul clujean Vasile Rus-Batin, iar soclul a fost conceput de arhitectul Dorin Munteanu. Acest monument este dedicat memoriei compozitorului Guilelm Șorban. A fost dezvelit cu ocazia comemorării a 75 de ani de la moartea lui Guilelm Șorban, pe data de 7 iulie 1998. Monumentul este situat în zona fostei case memoriale a compozitorului, demolata abuziv in anul 1986.[6]
- Statuile „Thalia” și „Eutherpe”, amplasate în 1990 în nișele de pe fațada clădirii Operei Naționale din Cluj.[7]
- Stemele celor trei principate, executate din marmură albă de Simeria, pentru Mormântul lui Mihai Viteazul (1977).

## Donații
Văduva sculptorului, doamna dr. Alexandra Rus, a donat Muzeului Municipal Dej următoarele sculpturi rămase se de pe urma lui: „Statuia ecvestră Avram Iancu” (gips), „Mame de eroi” (gips), „Fată someșană” (piatră), respectiv „Bust compozitorul și pianistul Dinu Lipatti” (piatră).